# Święty Franciszek z Asyżu (film)
Święty Franciszek z Asyżu (inny tytuł Historia świętego Franciszka) – włoski film religijny w reżyserii Michele Soavi z głównymi rolami Raoula Bova i Amélie Daure. Autorami scenariusza byli Salvatore de Mola, Giacomo Scarpelli i sam reżyser, oryginalną muzykę skomponował Carlo Siliotto.
Film opowiada o życiu mistyka średniowiecznego i reformatora religijnego św. Franciszka z Asyżu.

## Obsada
- Raoul Bova jako Franciszek z Asyżu
- Amélie Daure jako Klara z Asyżu
- Gianmarco Tognazzi jako Bernardo di Quintavalle
- Claudio Gioè jako Pietro Cattani
- Paolo Briguglia jako Sylwester
- Mariano Rigillo jako Piotr Bernardone
- Erika Blanc jako Monna Piva
- Sergio Romano
- Gabriele Bocciarelli
- Lorenzo De Angelis jako Valdo
- David Brandon
- Sergio Graziani
- Fausto Paravidino
- Nino D'Agata
- Toni Bertorelli jako papież Innocenty III
- Francesco Musca jako mały Franciszek
- Virginia Valsecchi jako Klara dziecko
- Filippo Valsecchi jako mały Bernard
- Federico Mattia Papi jako mały Pietro
- Mirko Casaburo jako mały Sylwester
- Giovanni Anzelotti jako wieśniak
- Giovanni Battaglia jako Antoni
- Veronica Bruni jako młoda matka
- Rino Cassano jako heretyk
- Valentina Croce jako pierwsza dama
- Nino Fuscagni jako kapłan
- Viola Graziosi jako Pacyfika
- Maurizio Gueli jako szlachcic
- Diego Guerra jako Szymon
- Luca Lionello jako młody tkacz
- Paolo Lombardi jako Teobaldo Del Drappo
- Ivan Lucarelli jako Hugolin
- Mauro Marino jako biskup
- Adriano Modica jako brat Dominik
- Angelo Maggi jako kardynał
- Anna Teresa Rossini jako matka przełożona
- Paolo Zuccari jako inkwizytor